# Josef Jäger

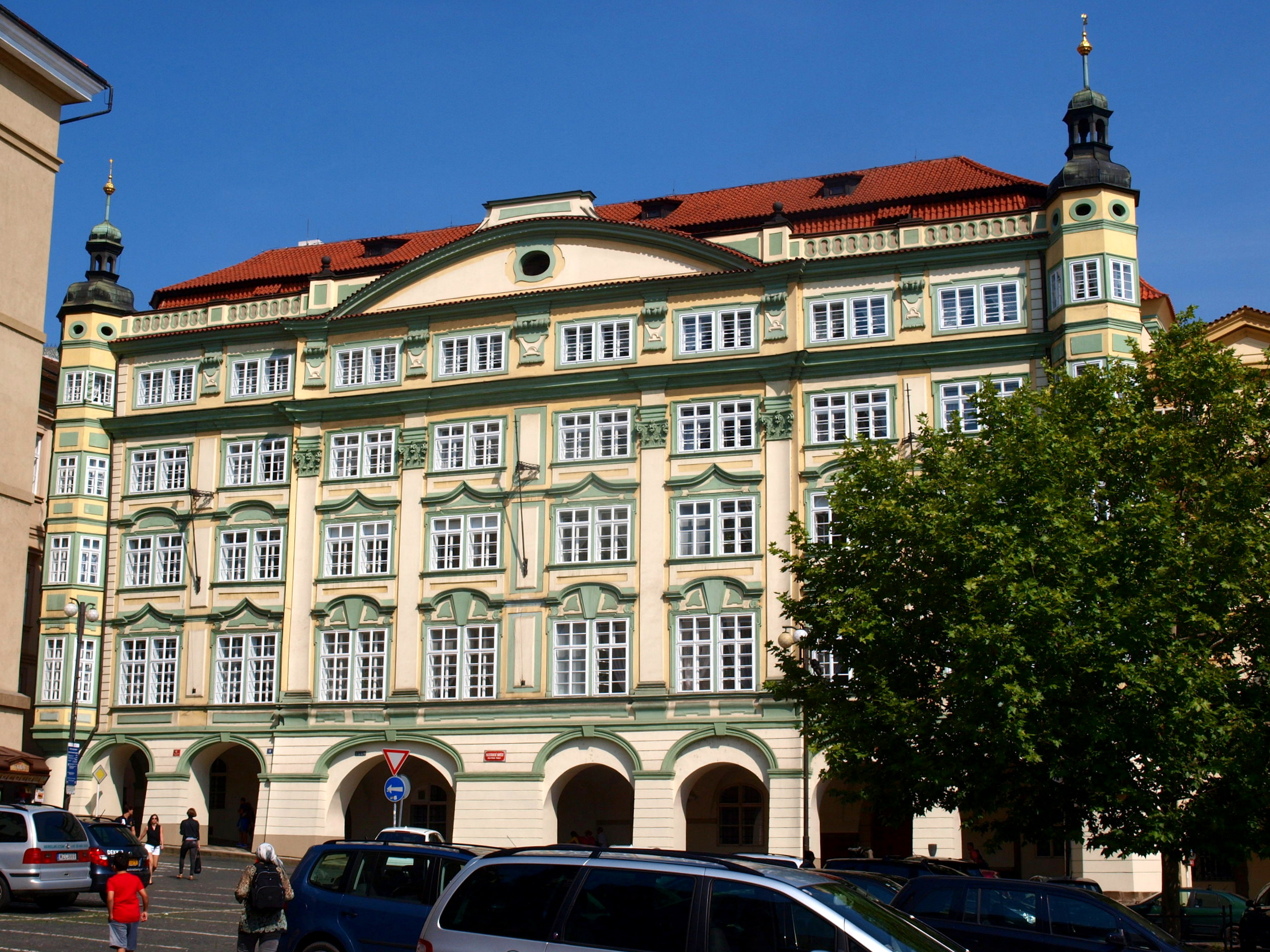
Palác Smiřických na Malostranském náměstí

Josef Jäger (18. března 1721 Tyrolsko – 16. září 1793 Praha) byl tyrolský architekt pozdního baroka a klasicismu, působící v Čechách.

## Život
Nejpozději v roce 1753 je doložena jeho přítomnost v Praze, roku 1759 získal měšťanské právo na Malé Straně v Praze. Jeho stavby se vyznačují rozmanitými stylovými polohami a prvky, přechodem od baroka k baroknímu klasicismu.
K jeho dílům patří některé domy na pražské Malé Straně, např. palác Smiřických (1760) a Grömlingovský palác (1775) na Malostranském náměstí nebo Turbovský palác na Maltézském náměstí, či sousední Jägerův dům, který postavil pro sebe.

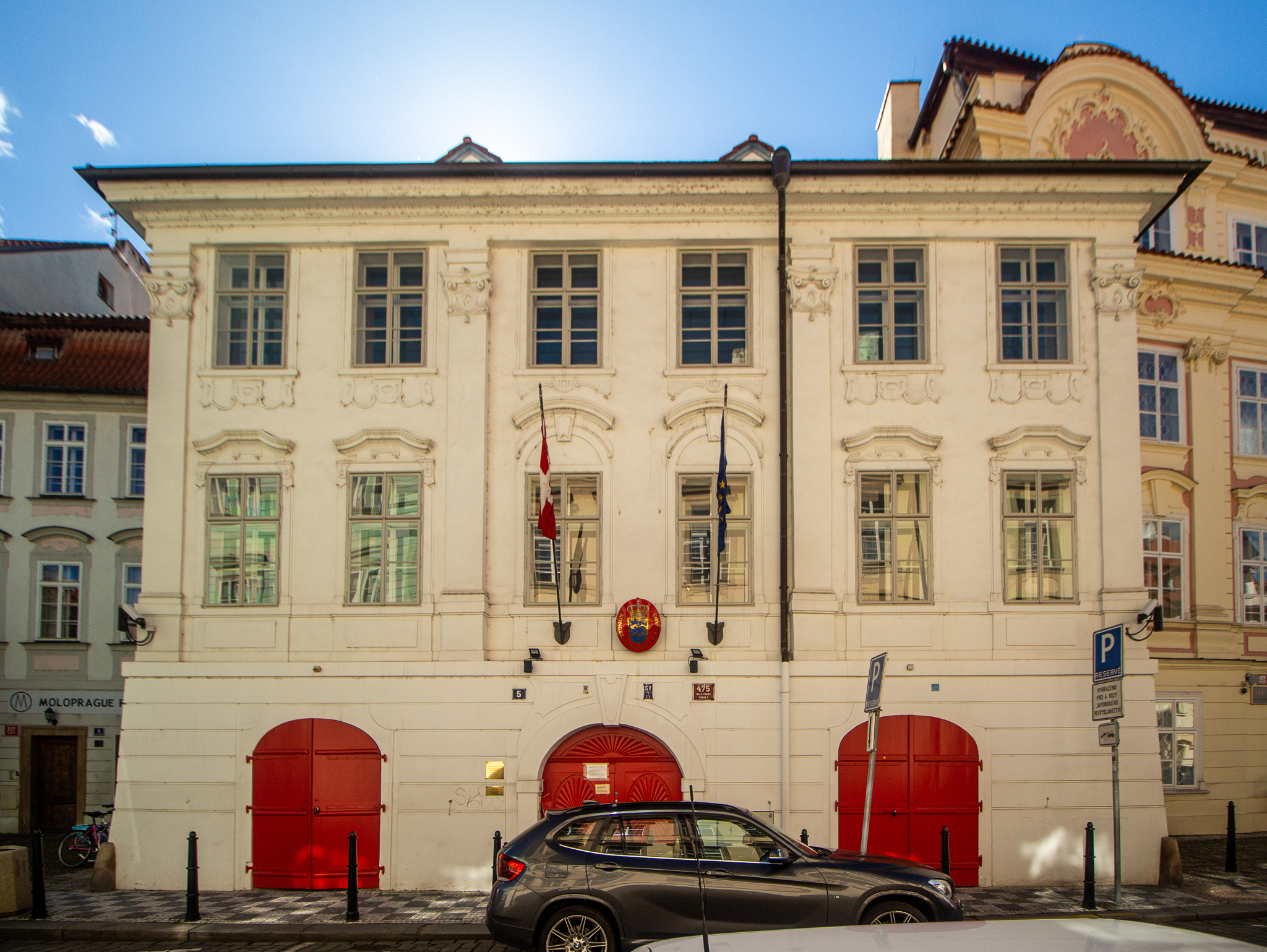
Jägerův dům na Maltézském náměstí

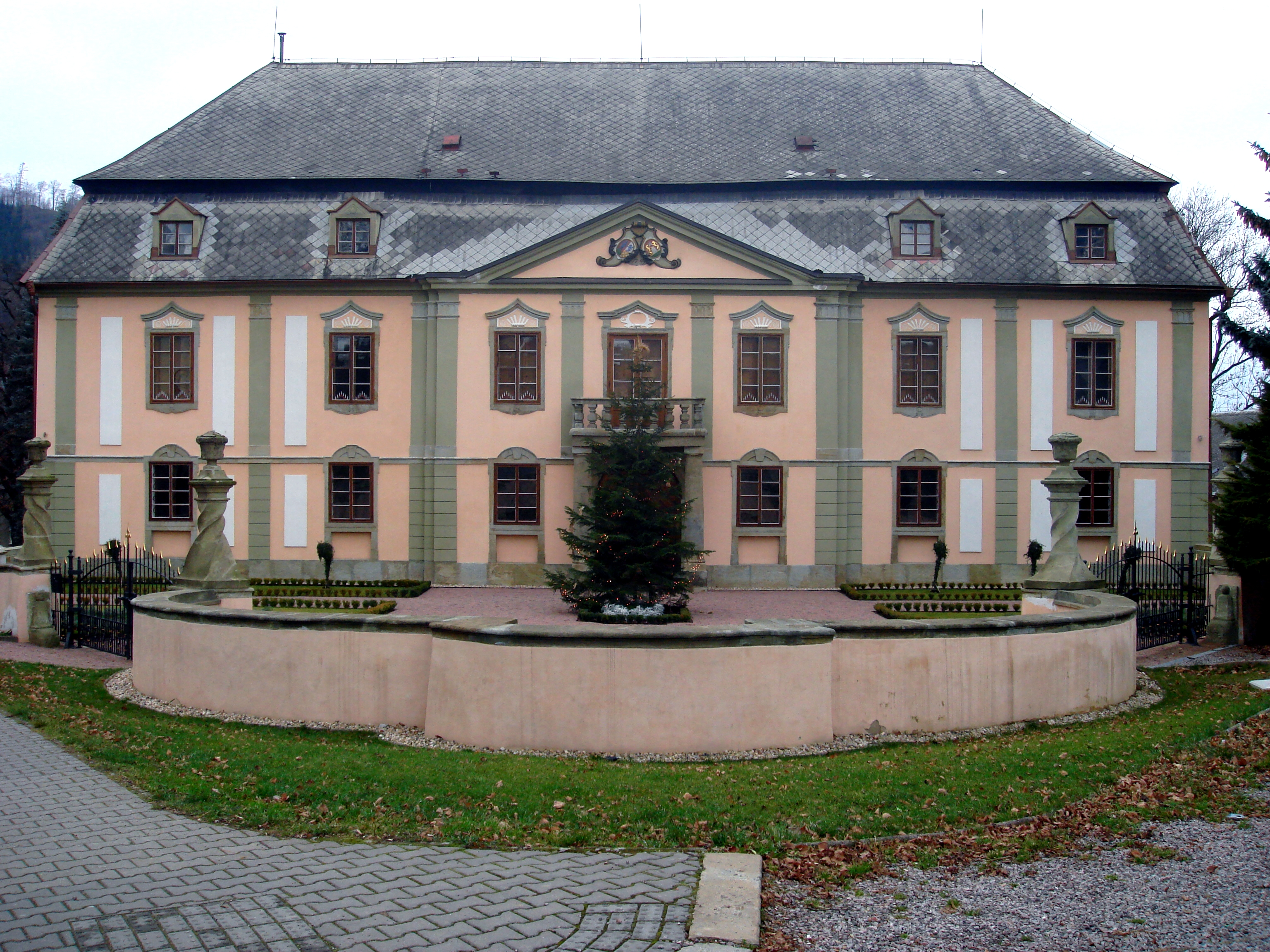
Potštejnský zámek

Mimo Prahu byl autorem zámku Nové Hrady ve východních Čechách, zámku v Kolodějích, Nového zámku ve Škvorci nebo přestavby zámku Kostelec nad Černými lesy. Společně s Antonínem Haffeneckerem postavil roku 1779 Malostranské kasárny. V roce 1779 byl podle jeho projektu postaven Kostel svatého Václava v Černochovově. Připisuje se mu návrh zámku Potštejn (okres Rychnov nad Kněžnou) pro hraběte Jana Antonína Harbuvala de Chamaré a dostavba letního zámku Ludwigsburg v Německu.

## Kopiáře
Důležitým pramenem k jeho dílu jsou kopiáře technických výkresů realizovaných staveb, které obsahují kolorované kresby nárysů a půdorysů několika staveb, dále konstrukční a dekorativní prvky jejich fasád či interiérů.